# Lepidolopsis
Lepidolopsis es un género de plantas pertenecientes a la familia Asteraceae.  Es originario de Asia Central.

## Taxonomía
El género fue descrito por Piotr Poliakov y publicado en Bot. Mater. Gerb. Inst. Komarova Akad. Nauk SSSR 19: 374. 1956.

## Especies
- Lepidolopsis goloskokovii Poljakov
- Lepidolopsis karataviensis (Kovalevsk.) Myrzakulov
- Lepidolopsis krascheninnikovii (Nevski) Poljakov
- Lepidolopsis mucronata (Regel & Schmalh.) Poljakov
- Lepidolopsis paropamisica (Krasch.) Poljakov
- Lepidolopsis pjataevae (Kovalevsk.) Myrzakulov
- Lepidolopsis pseudoachillea (C.Winkl.) Poljakov
- Lepidolopsis setacea (Regel & Schmalh.) Poljakov
- Lepidolopsis submarginata (Kovalevsk.) Myrzakulov
- Lepidolopsis tadshikorum (Kudrj.) Poljakov
- Lepidolopsis turkestanica (Regel & Schmalh.) Poljakov
- Lepidolopsis umbellifera (Boiss. & sine ref.) Poljakov